# Attention Angles Morts
1. Weiterleitung Signalisation Angles Morts